# ルーテル学院中学校・高等学校
ルーテル学院中学校・高等学校（ルーテルがくいんちゅうがっこう・こうとうがっこう）は、熊本県熊本市中央区黒髪三丁目にある私立中学校・高等学校である。
学院の標語：「感恩奉仕　神の愛と恵みに感謝して神と人に仕える者となる」
学院の聖句：「わたし（イエス）が来たのは、羊が命を受けるため、しかも豊かに受けるためである。」（新約聖書　ヨハネによる福音書10章10節）

## 概要
ルーテル教会の教育理念に基づくキリスト教学校。
「キリスト教の精神に基づく人格教育を行う。識見を高め、情操を養い、健全な身体をもって、進んで神と人とに奉仕する有為な女性を育成する。」を教育理念としていたが、共学化時に「キリスト教精神に基づく人格教育を行い、未来に希望を与える慈愛に満ちた人間性を育みます。」に変更された。
旧来は「九州女学院」で、男女共学化時に現校名に変更された。

## 教育の特徴
「今ここにいることに感謝し、人の役に立てる人となる」
1. キリスト教教育
2. 英語教育・国際交流
3. ７つの習慣

## 設置形態
- 中学校
- 高等学校 - 全日制課程 普通科
  - 綜合コース〔スポーツクラス、標準クラス〕
  - 理数特進コース
  - 英語特進コース
  - 芸術コース（音楽専攻・美術専攻）

## 沿革
（沿革節の主要な出典は公式サイト）
- 1926年（大正15年） - 「九州女学院高等女学校」開校 初代院長マーサ・B・エカード
- 1947年（昭和22年） - 「九州女学院中学校」（新制）設置
- 1948年（昭和23年） - 「九州女学院高等学校」（新制）設置
- 2001年（平成13年） - 「ルーテル学院中学校・高等学校」に校名変更し、男女共学校となる。

## 制服
女子生徒の夏制服は水色セーラー上下に黒色大判のリボン（校内での正式名称はネクタイ）を特徴とし、同じミッション系でデザインが似ている福岡女学院と共に福岡県の「友田制服店」が縫製していたが、1990年代後半に同店が廃業したため、それ以降は熊本県内の複数の店で縫製するようになり各々微細な差異も散見されるものの、創立以来変更がない。2010年度に夏服に加えて冬服にもカーディガンが採用され、夏冬ともに上着の左側面にファスナーを設け、夏服素材が開校当初のものに近似する素材になった。2012年度に校章バッジ留め具が安全ピンからねじへ変更され、左胸ポケットに取付穴が設けられた。
男子生徒の夏服は初代がLGマーク入り半袖ワイシャツ、2代目は低彩度スカイブルーのポロシャツ、現在は白色ポロシャツで、2012年度から冬服に襟章が設けられた。

## 交通
- 北熊本駅 徒歩10分、坪井川公園駅　徒歩5分。
- 熊本電気鉄道バス（北4・5・6・9系統）ルーテル学院前下車

## 特色
- 高校本館はウィリアム・メレル・ヴォーリズが設立した「ヴォーリズ建築事務所」の設計者、J.H.ヴォーゲルによって設計された熊本市内最古の鉄筋コンクリート造りの建築物で、国の登録有形文化財に登録されている[4]。
- 中学生全員が高校へ内部進学できるが、成績上位の生徒の中には県内の公立進学校へ進学する者もいる。
- 熊本県内私学では2校存在する音楽と美術の芸術コースを設置しており、芸術の先取学習では無償課外活動を設けて受講生は高校進学時に実技試験が免除される。
- 「ORANGE RANGE」出演の「MATCH」コマーシャルは校内グラウンド特設ステージで撮影され「ロコローション」が日本国内で初演奏された。

## 部活動
- サッカー、水泳、芸術などに秀でる生徒も多い。中学サッカー部は、全国中学校サッカー大会で優勝2回、3位[注釈 1]1回、高校サッカー部は、2001年インターハイに創部1年目で1年生のみのチームが地元開催による県準優勝で出場、2010年に県大会優勝で出場し8位、全国高校サッカー選手権大会は2007年度第86回大会、2009年度第88回大会、2011年度第90回大会、2016年度第95回大会の4回出場し、88回大会では8位、95回大会では熊本震災を乗り越え3年生12人と少ない人数の中県大会を勝ち抜き全国大会へ出場している。熊本県内で1校のみのハンドベル部がある。

### 運動部
- ★硬式野球
- ★男子サッカー
- ★女子サッカー
- ★水泳
- ★男子バレーボール
- ★女子バレーボール
- 卓球
- ★陸上競技（女子）
- 男子バスケットボール
- ★女子バスケットボール
- 男子ハンドボール
- ★女子ハンドボール
- ★ソフトテニス（男子）
- ★バドミントン（女子）
- 軟式野球
- 硬式テニス
- 剣道
- ★少林寺拳法

### 文化部
- ハンドベル
- 吹奏楽
- 書道
- コーラス
- 箏曲
- 写真
- ESS
- サイエンスクラブ
- 家庭科クラブ
- YWCA・YMCA
- 軽音楽
- 映画研究会
- 華道
- 茶道
- 弦楽アンサンブル
- 演劇
- 漫画研究同好会
- 美術

★は強化指定部

## 進学
- 国公立大学への進学は旧来より九州圏内の大学が多い。
- 併設大学である九州ルーテル学院大学との間に、内部進学での特典や多数の併設校推薦枠がある。
- 芸術コース（音楽専攻・美術専攻）を設置していることもあり、音楽・美術系大学への進学者も多い。

## 姉妹校
- 浦和ルーテル学院（埼玉県）
- 聖望学園（埼玉県）
- 九州学院（熊本県）
- インマヌエル・カレッジ（オーストラリア）

## 友好関係校
- オーク・グローブルーテル高校（英語版）（アメリカノースダコタ州ファーゴ）
- 横須賀学院高校

## 出身者

### スポーツ

#### サッカー
- 長谷川豊喜
- 岡田祐政
- 副島貴司
- 栗山裕貴
- 三原雅俊
- 岡本賢明
- 吉田智志
- 中田健太郎 ※中学のみ
- 秋吉泰佑
- 水本勝成
- 西翼
- 山本大貴
- 小牧成亘
- 野田裕喜 ※中学のみ
- 中原輝
- 江﨑巧朗
- 藤原奏哉

#### ゴルフ
- 不動裕理
- 清元登子

#### 陸上
- 飯田怜（中距離・駅伝）
- 矢田みくに（中距離）
- 田浦英理歌（長距離・駅伝）

#### その他のスポーツ
- 江口真紀（バスケットボール）
- 鬼塚雅（スノーボード）
- 中村晨（野球）
- 島津玲奈（近代五種）

### 芸能・音楽
- 森高千里（歌手、堀越高校へ転校）
- 北口和沙（シンガーソングライター）
- 久遠麻耶（元宝塚歌劇団宙組男役）
- 渕上彩夏（タレント）
- 長船なお美（タレント）
- ユーコ・スミダ・ジャクソン（ダンサー）
- 栗谷かずよ（フルート奏者）
- 出田りあ（マリンバ奏者）
- 加藤麻衣子（オルガン奏者）

### その他
- 本田顕子（参議院議員）※元バドミントン部